# Francis T. Nicholls
Francis Redding Tillou Nicholls, född 20 augusti 1834 i Donaldsonville, Louisiana, död 4 januari 1912 nära Thibodaux, Louisiana, var en amerikansk militär och politiker (demokrat). Han tjänstgjorde som brigadgeneral i Amerikas konfedererade staters armé i amerikanska inbördeskriget och var guvernör i Louisiana 1877–1880 och 1888–1892.
Nicholls studerade vid University of Louisiana (numera Tulane University) och arbetade som advokat i Napoleonville. I inbördeskriget förlorade han en arm i Stonewall Jacksons berömda kampanj i Shenandoah Valley våren 1862 och vänsterfoten i slaget vid Chancellorsville i maj 1863. Han hade befordrats till brigadgeneral den 14 oktober 1862.
Efter det omtvistade guvernörsvalet i Louisiana 1876 beslöt sig USA:s president Rutherford B. Hayes att godkänna demokraten Nicholls som valets segrare i enlighet med 1877 års kompromiss. Republikanerna hade styrt Louisiana under största delen av rekonstruktionstiden men slutet på nordstaternas ockupation möjliggjorde för demokraterna att upprätta praktiskt taget en enpartistat. Demokraternas dominerande ställning i sydstaterna mellan 1877 och 1964 har betecknats som Solid South. I Louisiana inleddes partiets dominans med Nicholls ämbetstillträde. Han efterträddes 1880 av Louis A. Wiltz. Åtta år senare gjorde Nicholls comeback och tjänstgjorde ytterligare fyra år som guvernör.
Nicholls avled 1912 och gravsattes på St. John's Episcopal Cemetery i Thibodaux. Nicholls State University har fått sitt namn efter Francis T. Nicholls.